# The Dead Eye
The Dead Eye – szósty album studyjny szwedzkiego zespołu death metalowego The Haunted. Wydawnictwo ukazało się 31 października 2006 roku nakładem wytwórni muzycznej Century Media Records. Partie perkusji zostały nagrane w duńskim Puk Studio, natomiast pozostałe instrumenty i partie wokalne zostały zrealizowane w Antfarm Studio. Materiał był promowany teledyskami do utworów „The Flood” i „The Drowning”, które wyreżyserowali, odpowiednio Roger Johansson i Anders Björler.
Album dotarł do 18. miejsca zestawienia Billboard Heatseekers Albums w Stanach Zjednoczonych sprzedając się w nakładzie 3200 egzemplarzy w przeciągu tygodnia od dnia premiery.

## Lista utworów
Opracowano na podstawie materiału źródłowego.
1. „The Premonition” – 00:58 (utwór instrumentalny)
2. „The Flood” – 04:07
3. „The Medication” – 03:10
4. „The Drowning” – 04:13
5. „The Reflection” – 03:47
6. „The Prosecution” – 03:50
7. „The Fallout” – 04:22
8. „The Medusa” – 04:05
9. „The Shifter” – 02:55
10. „The Cynic” – 03:48
11. „The Failure” – 05:10
12. „The Stain” – 04:14
13. „The Guilt Trip” – 10:17

## Twórcy
Opracowano na podstawie materiału źródłowego.

- Peter Dolving – wokal prowadzący
- Jonas Björler – gitara basowa
- Per Möller Jensen – perkusja, instrumenty perkusyjne
- Anders Björler – gitara rytmiczna, gitara prowadząca
- Patrik Jensen – gitara rytmiczna, gitara prowadząca
- Tue Madsen – realizacja nagrań, miksowanie, mastering
- Swedish Arms – oprawa graficzna

## Wydania
| Rok  | Nr katalogowy              | Format                 | Wydawca               | Region            | Źródło |
| ---- | -------------------------- | ---------------------- | --------------------- | ----------------- | ------ |
| 2006 | CM 77588-0                 | CD, Album + DVD-V, Ltd | Century Media Records | Niemcy            | [ 5 ]  |
| 2006 | 77588-2                    | CD, Album              | Century Media Records | Niemcy            | [ 5 ]  |
| 2006 | 8288-2                     | CD, Album              | Century Media Records | Stany Zjednoczone | [ 5 ]  |
| 2006 | Case File 77588-0, 77588-0 | CD, Album + DVD-V, Ltd | Century Media Records | Niemcy            | [ 5 ]  |
| 2006 | Case File 8302-2           | CD, Album + DVD-V, Ltd | Century Media Records | Stany Zjednoczone | [ 5 ]  |
| 2006 | CM77588-2                  | CD, Album + DVD-V, Spe | Century Media Records | Australia         | [ 5 ]  |
| 2006 | 77588-2P                   | CD, Album, Promo       | Century Media Records | Niemcy            | [ 5 ]  |
| 2006 | 8288-2                     | CD, Album, Promo       | Century Media Records | Stany Zjednoczone | [ 5 ]  |
| 2006 | 77588-1                    | LP, Album              | Century Media Records | Wielka Brytania   | [ 5 ]  |
| 2006 | TFCK87408                  | CD, Album, Sli + DVD   | Toy’s Factory         | Japonia           | [ 5 ]  |
| 2007 | MYST CD 162                | CD, Album              | Mazzar Records        | Rosja             | [ 5 ]  |